# Hensch Árpád
Hensch Árpád (Késmárk, 1847. október 26. – Budapest, 1913. július 17.) gazdasági akadémiai tanár, igazgató.

## Életrajza
Késmárkon végezte a gimnáziumot, majd a pesti egyetemen joghallgató lett, de csakhamar belátta, hogy a gazdasági pálya iránt több hajlammal bír, s átiratkozott a Magyaróvári Császári és Királyi Gazdasági Felsőbb Tanintézetbe, ahol 1869-ben kitűnő eredménnyel végzett. Innét a gyakorlatba ment és két évet a vasvári főbérnökségnél, egy évet a derekegyházi s királydaróci uradalmakban töltött. Elméleti ismereteinek kibővítése céljából az 1872. és 1873. évet állami ösztöndíjjal külföldön töltötte. Ezen idő alatt beutazta Belgiumot, Franciaországot és Angliát, Baden-Württemberget, az utóbbi évben pedig a hallei egyetemen tanult, honnét a szomszédos mezőgazdasági telepeket is bejárta. Visszatérve, három évig intéző volt a korbestfelsőtopai uradalomban, ahol a teljesen elhanyagolt és felettébb kedvezőtlen viszonyok közt létező gazdaság rendezése és kezelése képezte feladatát. 1877-ben a Kassai Gazdasági Tanintézet tanára lett, s ezzel régi vágya, a tanpályára lépés, beteljesedett. 1880-tól 1890-ig a keszthelyi gazdasági tanintézeten a növénytani s növénytermelési szakoknak volt rendes tanára, majd 1890-től az időközben - az országban elsőként - akadémiai rangra emelt Magyaróvári Magyar Királyi Gazdasági Akadémiára került, ahol üzemtant, statisztikát és erdészettant tanított. Tisztségei közül fölemlítendő, hogy a keszthelyvidéki gazdakörnek titkára ezen kör Értesítőjének 1885-től 1890-ig szerkesztője volt.
Igazi szakterülete a mezőgazdasági üzemtan maradt, hírnevét az agrárüzemtan kiművelésével alapozta meg. Szakírói munkássága során közel 200 tanulmánya és több könyve jelent meg sokoldalú tudományos tevékenysége eredményeként. Elsősorban a növénytermelés és a mezőgazdasági üzemszervezés és jövedelmezőség érdekelte, óvári korszakának tanulmányai azonban jórészt az üzemtan problémáit elemezték. 1906-1907-ben az akadémia igazgatói tisztét is betöltő Hensch 1909-ben nyugalomba vonult és Budapestre költözött. Itt érte a halál 1913. július 17-én. A Farkasréti temetőben helyezték örök nyugalomra.

## Munkái
- Az okszerű talajmívelés elmélete és gyakorlata. A kir. m. természettudományi társulat megbízásából, 117 rajzzal. Bpest, 1885.
- A szántás-vetésről. Kolozsvár, 1889. (2. kiadás. Kolozsvár. 1893. Erdélyi gazdasági egylet könyvkiadó vállalata II. 3.)
- Hensch Árpád ... Jelentése 1892-ben Magyarországon tett gazdasági tanulmányútjáról. Magyar-Óvár, 1894. (Különnyomat a m. kereskedelmi miniszternek 1892. évi működéséről a törvényhozás elé terjesztett jelentéséből.)
- Jószágberendezés- és kezeléstan. Útmutató gazdaságok okszerű berendezésére, jövedelmező kezelésére, birtokok szerzésére s bérletek kötésére. Magyar-Óvár, 1895.

Közreműködött a Balás Árpád, Általános és különleges mezőgazdasági növénytermelés c. munka 2. kiadásának átdolgozásánál és a A Pallas nagy lexikona gazdasági cikkeinek egyik írója.